# Emilian Drehuță
Emilian Drehuță (n. 2 martie 1931, Baineț, județul Rădăuți; în prezent comuna Mușenița, județul Suceava – d. 5 august 2011, Bacău) a fost un economist, editor, memorialist și autor român.
A fost inițiatorul și organizatorul colectivului care, începând cu anul 2004, a conceput și elaborat prima „Enciclopedie a județului Bacău”, a cărei primă ediție a fost tipărită în anul 2007.

## Biografie

### Studii
S-a născut la 2 martie 1931, fiul lui Ilie și Eudochia Drehuță, țărani din Baineț, un sat din inima Bucovinei. A urmat clasele primare la școala din satul natal, apoi liceul. În anul 1956 a absolvit Facultatea de Finanțe și Credit din cadrul Academiei de Studii Economice din București, și în 1978, un curs postuniversitar al Centrului de Perfecționare a Pregătirii Cadrelor de Conducere din Economie și Administrația de Stat.

### Carieră
A început activitatea profesională în 1956, ca economist stagiar la Secția Financiară din orașul Buhuși, continuată între 1956 și 1959 în orașul Bacău, ca șef al Corpului de Control Financiar al regiunii Bacău, apoi director al Direcției Financiare a județului Bacău între 1968 și 1991.

### Susținător al valorilor bucovinene
La inițiativa sa, a fost reactivată „Societatea pentru Cultura și Literatura Română în Bucovina” (fondată în anul 1862 la Cernăuți) și a înființat în 1991 o filială la Bacău, având ca activitate de bază promovarea culturii românești.
Cu participarea sa efectivă au fost elaborate peste 30 de studii și articole despre preocupările social-economice și cultural-educative ale românilor din nordul Bucovinei, au fost organizate între 2009 și 2010 expoziții cu tema „Fotografii din Bucovina”, fiind editate cu acest prilej două albume, concomitent cu organizarea unor spectacole cultural-artistice referitoare la tradițiile și obiceiurile strămoșești ale bucovinenilor.
Între lucrările publicate de Emilian Drehuță pe această temă se află Evoluția economiei din bazinul Sucevei în perioada postbelică și reflectarea acesteia în cultura și civilizația satelor (1999) și Prezent și perspective în economia rurală din România (2000).

## Opera

### Editor și autor de lucrări de economie
A fost membru fondator al Editurii Agora, la care a publicat, în calitate de autor și coautor, numeroase cărți și studii cu caracter economico-financiar și sociologico-statistic, din care 12 cărți au ca temă probleme de contabilitate și finanțe:
- Administrarea veniturilor bugetului public, 1991;
- Administrarea societăților cu capital privat, 1993;
- Trezoreria finanțelor publice, 1994;
- Manual de metodologie contabilă, 1999;

și în colaborare:
- Societățile comerciale - ghid pentru fondatori-administratori, cenzori și acționari, 1991;
- Economia de piață: Mică enciclopedie, 1992;
- Bugetul public și contabilitatea unităților bugetare (trei ediții), 1993-2002;
- Manualul expertului contabil și al contabilului autorizat (șase ediții; coautor cu Vasile Pătruț ș.a.), 1995-2002;
- Îndreptar legislativ încadrare și salarizare personal (coautor cu Vasile Cupșan), 1997;
- Contabilitate și finanțe pentru manageri, 2005.[2][4]

### Memorialist și monograf
De memorialistică s-a atașat din anul 2001, când a publicat „Anotimpurile mele”, urmată de „După 45 de ani” (2001) și „După 70 de ani, cugetări și constatări” (eseuri, 2008), în colaborare.
În anul 2003 a publicat monografia „Oameni sub vremi la Baineț” (localitatea sa natală), fiindu-i conferit în anul 2010 de către administrația locală titlul de Cetățean de Onoare al comunei.
A publicat, de asemenea, „Note de călătorie”, rezultată în urma deplasărilor în Canada, privind aspecte importante ale activităților economice, sociale, culturale etc. din această țară.

### „Enciclopedia județului Bacău”
A fost inițiatorul și organizatorul colectivului alcătuit din circa 30 de personalități științifice care, începând cu anul 2004, au conceput și elaborat prima „Enciclopedie a județului Bacău”, a cărei primă ediție a fost tipărită în anul 2007, după numai trei ani de lucru. Emilian Drehuță a fost coordonatorul lucrării, precum și membru al colectivului care a redactat această carte, importantă prin conținutul său bogat de idei, evenimente, fapte, oameni și prin ținuta tipografică și artistică, fiind prima lucrare de acest gen referitoare la un județ, apărută în literatura de specialitate din România.
A doua ediție, revizuită și mult îmbunătățită, cu peste 330 de articole noi și cu peste 160 de pagini în plus, având același coordonator și aproximativ aceiași autori și redactori, a apărut în decembrie 2008, cu prilejul sărbătoririi a șase sute de ani de existență a municipiului Bacău.
Aceasă nouă ediție, scrisă de 28 de autori, apărută ca și prima la Editura Agora cu sprijinul Organizației Bacău a Societății pentru Cultură și Literatură Română în Bucovina, a fost structurată în două părți distincte. Prima este o prezentare generală a județului Bacău, „Județul Bacău – istorie și actualitate”, în care regăsim monografiile tuturor localităților și a celor mai importante întreprinderi, instituții și organizații băcăuane. În cea de a doua, regăsim județul Bacău evocat printr-un veritabil dicționar de schițe biografice ale personalităților considerate reprezentative.

## Legături externe
- Enciclopedia județului Bacău, o aventură editorială parțial eșuată - poezie.ro Autor: Cornel Galben, publicat pe 24 august 2007

Interviuri
- Criza economica trasa la indigo - zdbc.ro (partea 1) Autor: Petru Done, publicat pe 7 februarie 2009
- Criza economica trasa la indigo - zdbc.ro (partea 2) Autor: Petru Done, publicat pe 9 februarie 2009